# Pandemia de gripe A (H1N1) de 2009-2010 en Uruguay
La pandemia de gripe A (H1N1), que surgió en 2009, arribó a Uruguay el 27 de mayo de 2009. Los primeros casos causados por esta pandemia fueron dos personas: un hombre y un menor de edad que habían regresado de la Argentina. De esta manera, Uruguay se convirtió en el 18º país en reportar casos de gripe A en el continente americano.

## Casos confirmados en 2009
El día 27 de mayo se reportaron dos casos confirmados del virus en la ciudad de Montevideo. Estos casos se trataron de un competidor ecuestre y su hija provenientes de Buenos Aires. María Julia Muñoz, Ministra de Salud Pública de ese momento, llamó a la población uruguaya a no preocuparse. Además se anuncia que ANCAP donaría alcohol en gel para distribuir en escuelas.
El 6 de junio, el número de casos confirmados en Uruguay habían aumentado a 22.
El día 8 de junio se cerraron dos colegios privados en Montevideo para evitar la infección de los estudiantes.
Para el día 11 de junio, la cifra de los afectados por la gripe A en Uruguay ascendía a los 36 casos.
A partir del 12 de junio, el Ministerio de Salud Pública dijo que no daría cifras de enfermos por la gripe A "caso a caso", argumentando que ya no corresponde dar cifras de afectados, puesto que la enfermedad ya entró a fase pandémica; ahora se procederá al estudio de los brotes que surjan. Hasta aquel entonces, había 1.500 casos sospechosos.

## Muertes confirmadas
La primera muerte confirmada en Uruguay a causa de la nueva gripe se reportó el 29 de junio en Montevideo.
El 13 de julio se confirman otras 4 muertes, llegando a un total de 26 víctimas por la nueva gripe y 3.056 casos confirmados en el país hasta aquel entonces.